# Salpinia
Salpinia is een kevergeslacht uit de familie van de boktorren (Cerambycidae). De wetenschappelijke naam van het geslacht werd voor het eerst geldig gepubliceerd in 1869 door Pascoe.

## Soorten
Salpinia omvat de volgende soorten:
- Salpinia aurescens Holzschuh, 2008
- Salpinia diluta Pascoe, 1869
- Salpinia duffyi Villiers & Chûjô, 1966
- Salpinia kinabaluensis Hayashi, 1975
- Salpinia obliqua Villiers & Chûjô, 1966
- Salpinia quadrimaculata Vives, 2011
- Salpinia socia Gahan, 1906